# Aeschropteryx asyllusaria
Aeschropteryx asyllusaria är en fjärilsart som beskrevs av Walker 1860. Aeschropteryx asyllusaria ingår i släktet Aeschropteryx och familjen mätare. Inga underarter finns listade i Catalogue of Life.